# Kanonkugle
En kanonkugle er et typisk kugleformet projektil, udført i støbejern, som affyres fra en glatløbet kanon. Kanonkugler har også været fremstillet af sten, der blev hugget i facon. Disse projektiler havde den fordel, at de kunne springe i mange skarpe splinter, hvis de ramte noget hårdt. De tog lang tid at fremstille nøjagtigt i forhold til støbte kanonkugler.

## Typer
Der findes to typer kanonkugler:
- Massiv jernkugle, som forretter skade ved nedslag.
- Hul jernkugle, også benævnt bombe, som indeholder eksplosiver, forsynet med lunte, beregnet på eksplosion over målet og ikke ved nedslag.  Bomben blev betydeligt forbedret af Henry Shrapnel, der konstruerede en kugle med tynd skal og brandrør (lunte) og fyldt med musketkugler og en krudtladning. Ved projektilets sprængning spredtes kuglerne med stor effekt på mennesker, da antallet af fragmenter er betydeligt større end ved den oprindelige bombe.

## Ekstern henvisning og kilde
- Engelsk wiktionary